# Tephritis collina
Tephritis collina
 es una especie de insecto díptero del género Tephritis, familia Tephritidae. Wang la describió en 1990.
Se encuentra en China.